# Stefan Trenovatz
Stefan Trenovatz (* 28. Juni 1912 in Mannersdorf an der Rabnitz, Burgenland; † 29. Dezember 2004 in Lockenhaus, Burgenland) war ein österreichischer Politiker.

## Leben
Stefan Trenovatz wurde im Mannersdorfer Ortsteil Klostermarienberg geboren, wo er auch die Volksschule absolvierte. Trenovatz absolvierte im Anschluss daran in Bad Tatzmannsdorf die Bauernschule an der Burgenländischen Landwirtschaftskammer und arbeitete überwiegend im Betrieb seiner Eltern, den er im Jahr 1937 übernehmen musste. 1929 trat Trenovatz der Sozialistischen Jugend bei. Als Angehöriger der deutschen Wehrmacht geriet Trenovatz nach Kriegsende in britische Kriegsgefangenschaft.
1950 wurde Trenovatz als Kandidat der SPÖ zum Bürgermeister von Klostermarienberg gewählt, ein Amt, das dieser 20 Jahre lang, bis 1970, bekleiden sollte. Als Klostermarienberg im Jahr 1971 Teil von Mannersdorf an der Rabnitz wurde, wurde Trenovatz auch zum Bürgermeister von Mannersdorf gewählt, und amtierte weitere elf Jahre lang, bis 1982. Am 19. März 1953 zog er als Landtagsabgeordneter der SPÖ nach Eisenstadt, und saß so bis zum 17. Juni 1970 im Burgenländischen Landtag.
Zwei Tage später, am 19. Juni 1970, wurde er als Abgeordneter des Österreichischen Bundesrats angelobt, und amtierte so bis zum 31. Dezember 1973. In der zweiten Jahreshälfte des Jahres 1973 saß er dem Ländergremium als Präsident des Bundesrates vor.
Stefan Trenovatz wurde 1966 den Titel Ökonomierat verliehen.